# Anemoskop

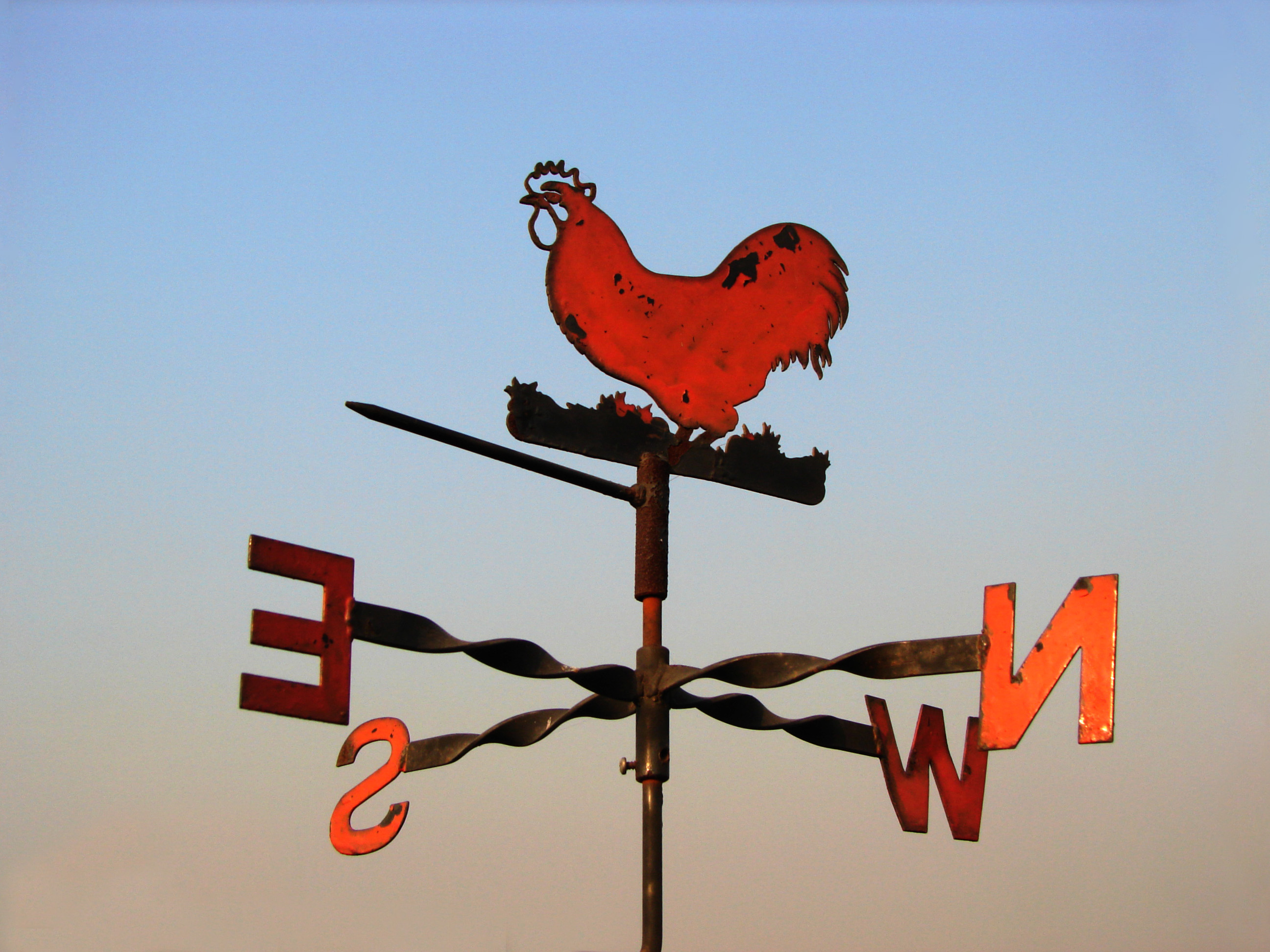
Větrná korouhev – jednoduchý anemoskop

Anemoskop je mechanické zařízení sloužící k orientačnímu určování směru větru, případně i síly (rychlosti) větru. Je typem anemometru (větroměru), ale vzhledem ke svému jednoduchému provedení to není měřicí přístroj, pouze přesný ukazatel směru větru. Za anemoskop je možné považovat větrnou korouhev a větrný rukáv.

## Historické souvislosti a dobové významy anemoskopu
Anemoskop (anemoscop, anemoscopium) vynalezl italský astronom a matematik Egnatio Danti (1536–1586) kolem roku 1570. Následně zkonstruoval několik anemoskopů. Model anemoskopu již kolem roku 1500 nakreslil italský umělec Leonardo da Vinci (1452–1519). Jeho nákres ukazuje rám, který drží směrovku otáčející se na čepu. Za vynálezce anemoskopu je rovněž považován anglický fyzik Robert Hooke (kolem roku 1667).
Historicky patří anemoskop mezi první meteorologické přístroje a také k prvním pomůckám k předpovídání počasí. V českých zemích byl k určování směru větru poprvé použit z iniciativy českého šlechtice Petra Voka z Rožmberka v Bechyni v roce 1585. Důmyslnější přístroje měly technicky vyřešen převod údajů od korouhve až do místnosti pro snazší pozorování směru větru. Později byl anemoskop společně se znalostmi atmosférického tlaku používán pro předpověď počasí na následující den.
Český výraz pro anemoskop uváděný v literatuře v druhé polovině 19. století byl větrojev.
Anemoskop našel uplatnění jako ozdobný předmět v provedení větrné korouhvičky ukazující směr větru na věžích, střechách či meteorologických sloupech; s korouhví bývá spojen kříž, vyznačující světové strany. Dále zejména v meteorologii se používal jako přesný ukazatel pro pozorování větru (např. v podobě Wildovy větrné korouhve, též Wildova anemometru) a později i v letectví na letištních plochách v provedení větrného rukávu, který indikuje směr větru a orientačně také jeho rychlost.